# Giorgio Canali (allenatore)
Giorgio Canali (Roma, 28 giugno 1939) è un allenatore di calcio ed ex calciatore italiano, di ruolo centrocampista.

## Carriera

### Giocatore
Da calciatore vestì in Serie C le maglie di Rapallo, Como, Chieti, Pescara ed Olbia.

### Allenatore
Canali iniziò ad allenare nella stagione 1971-1972, guidando il Calangianus, formazione sarda militante in Serie D, dalla quale però venne esonerato.
La stagione seguente divenne vice-allenatore del Monza, guidato da Franco Viviani. Con i brianzoli retrecessero in terza serie.
Nella stagione 1973-1974 torna a guidare una squadra di Serie D, l'Albenga, incarico da cui sarà sollevato a stagione in corso.
Nel 1974 diviene allenatore delle giovanili della Sampdoria, che porterà alla vittoria del Torneo di Viareggio 1977.
Il successo ottenuto convinse la dirigenza blucerchiata ad affidargli la panchina della prima squadra, appena retrocessa in cadetteria. La prima stagione alla guida dei genovesi si concluse con l'ottavo posto finale. 
La permanenza nel sodalizio blucherchiato si interruppe la stagione seguente, dato che Canali venne esonerato dopo la sconfitta patita nel derby del 22 ottobre 1978, perso contro il Genoa per due a zero.
La stagione seguente passò a guidare il Novara, in terza serie, venendo però sollevato dall'incarico a stagione in corso.
Nella stagione 1980-1981 Canali guidò il Savona, società di quarta serie, con cui ottenne il quinto posto finale.
L'annata seguente, guidò, subentrando a stagione in corso, la Sanremese in Serie C1, ottenendo la permanenza in categoria, successo che bissò la stagione successiva.
Nel 1983 tornò al Savona, sempre in quarta serie, con cui ottenne il sesto posto finale.
Nella stagione 1984-1985 Canali ebbe una prima esperienza sulla panchina del Pontedera, con cui giunse al quinto posto del girone A di Serie C2.
La stagione seguente passò al Varese, in Serie C1, venendo però sollevato dall'incarico a stagione in corso.
Nella stagione 1986-1987, ritorna a stagione in corso alla guida del Pontedera, società con cui otterrà un'altra salvezza.
L'annata seguente assunse l'incarico a stagione in corso dell'Entella, in C2. Con i liguri ottenne il sedicesimo posto finale, che comunque non servi per garantire la permanenza di categoria a causa dei problemi finanziari della società.
Nella stagione 1988-1989 subentrò, venendo successivamente esonerato, nella guida del Cuoiopelli.
Nella stagione 1990-1991 ottenne la permanenza di categoria, la Serie C2, con il Tempio.
Nel 1991 torna, da subentrato, alla guida del Pontedera, società con cui otterrà due salvezze in C2.
Nella stagione 1995-1996 tornò ad allenare in C2, guidando la Torres sino alle semifinali dei play-off promozione, perse contro l'Alzano Virescit.

## Palmarès

### Giocatore

#### Competizioni nazionali
- Serie D: 1

Rapallo Ruentes: 1964-1965

### Allenatore

#### Competizioni internazionali
- Coppa Anglo-Italiana: 1

Pontedera: 1985